# 세종대왕기념관
세종대왕기념관(世宗大王紀念館)은 서울특별시 동대문구 청량리동에 위치한 기념관으로, 조선 세종의 성덕과 위업을 추모하여 이를 길이 보존하기 위해 지어졌다. 세종대왕기념사업회에서 1968년 10월 9일에 기공하여 1970년 11월 준공, 1973년 10월 9일 개관하였다.

## 시설 및 전시물
지하 1층, 지상 2층의 현대식 건물로, 전시실, 강당, 연구실, 자료준비실 등이 갖추어져 있으며, 전시관은 한글실, 과학실, 국악실, 일대기실, 옥외 전시로 구성된다. 한글실은 세종 당시 펴낸 도서류를, 과학실은 조선 시대의 과학에 관련된 자료(금속활자 판자기, 측우기, 천문도 등)를 전시하고 있으며, 국악실은 각종 국악 악기류를 전시하고 있다. 일대기실은 세종대왕의 어진과 김학수가 수년 동안 그린 '세종대왕 일대기 그림'이 전시되어 있어 세종의 치덕을 살펴 볼 수 있다. 옥외에는 세종대왕 신도비(보물 1805호, 서울특별시 유형문화재 제42-1호)와 구영릉석물(서울특별시 유형문화재 42호), 수표(보물 838호) 등이 전시되어 있다. 2012년 덕수궁에서 옮겨온 세종대왕 동상도 볼 수 있다.

## 정보
- 개장시간: 09:00 ~ 18:00
- 입장료: 대인 3,000원/ 소인 1,500원
- 휴일: 매주 월요일, 설날, 추석, 신정
- 영휘원과 홍릉수목원이 이웃하여 있다.

## 참고 자료
본 문서에는 서울특별시에서 지식공유 프로젝트를 통해 퍼블릭 도메인으로 공개한 저작물을 기초로 작성된 내용이 포함되어 있습니다.